# Voruta

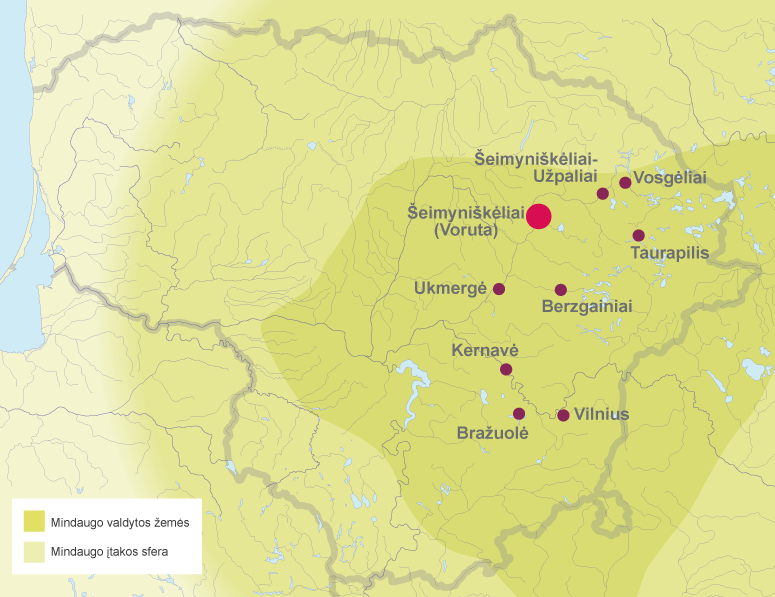
Mappa della Lituania che mostra l'estensione del Ducato di Lituania (in giallo scuro) e indica i centri principali e l'ipotetica posizione di Voruta. In grigio chiaro i confini attuali della Lituania

Voruta è stata la presunta capitale del Regno di Lituania e la prima del Granducato di Lituania durante il dominio di re Mindaugas nel XIII secolo. Voruta è menzionata brevemente solo una volta nelle fonti scritte e la sua posizione esatta è dubbia. Malgrado le incertezze, il luogo ha suscitato l'interesse di un gran numero di studiosi lituani e non lituani.

## Storia

### Voruta, la fortezza di Mindaugas
Mindaugas, primo e unico re lituano ad essere incoronato, si difese a Voruta durante una guerra civile scoppiata contro i suoi nipoti Tautvilas ed Edivydas e il duca di Samogizia Vykintas nel 1251, dopo che il sovrano li aveva depauperati dei loro possedimenti. Queste informazioni, tratte dal codice Ipaziano, sono le uniche disponibili relative a Voruta. Un castello di Mindaugas viene invece menzionato in altre due occasioni, ma non si specifica né il nome né la posizione della costruzione. Non è stato possibile sulla base di indicazioni così fugaci riuscire a scoprire se i riferimenti indicassero il medesimo luogo.
La ricerca archeologica nel 1990-2001 sulla fortezza di collina a Šeiminyškėliai, situata nel comune distrettuale di Anykščiai tra Anykščiai e Svėdasai, ha confermato l'idea che il sito, tra tutti quelli sottoposti ad indagine archeologica, sia quello in qualche modo più riconducibile a Voruta. Attualmente, risulta una delle colline più studiate della Lituania. Il complesso si estende per 1821 m² variamente esplorati; sono stati raccolti più di 190 manufatti, 1800 frammenti di terracotta, 56 postholes, 7 forni e resti di fortificazioni in legno bruciati. I materiali sono legati a due diversi periodi in cui l'insediamento fu sfruttato, ovvero tra la seconda metà del XIII secolo e la fine del XIV e nei primi anni del XV secolo. Gli elementi del castello risalenti al tempo di Mindaugas furono considerevolmente danneggiati nelle successive opere di ricostruzione, causando la possibilità di avere a disposizione solo frammenti. La struttura fu costruita in una località in precedenza disabitata, sul lato della collina che dava su tra due torrenti; il nome del più grande era Varelis, il più piccolo si chiama Volupis. Il nome del castello potrebbe discendere da quello del fiumiciattolo. Tra i resti ancora disponibili, vi sono due bastioni fortificati, una costruzione su un solo piano non fortificato, un cimitero e delle strade che percorrevano i dintorni del castello. Secondo la leggenda, esisteva un lupo di ferro che ululava sul tetto della fortificazione.

### Tra il XIV e il XV secolo
Nel XIV secolo, le battaglie dei lituani contro l'Ordine si spostarono al confine con la Prussia. La potenziale minaccia che poteva provenire dalla Livonia divenne sempre più fioca. Il castello di Voruta fu così abbandonato per un certo periodo. Abbastanza probabilmente fu ricostruito solo alla fine del XIV secolo per contrastare l'Ordine di Livonia in battaglia. Nella prima metà del XV secolo, la residenza del signore che vi risiedeva fu trasferita nel vicino castello di Anykščiai, menzionato dal 1440.
Nel secondo periodo della sua esistenza, la planimetria della costruzione doveva risultare grosso modo quella visibile oggi. Il castello fu diviso in diversi settori. Il cortile ospitava edifici in legno divisi in due zone: in una risiedevano gli addetti alla pulizia e alla manutenzione della struttura, l'altra era adoperata per le cerimonie e gli eventi pubblici.

### Abbandono della struttura
Quando l'edificio di Anykščiai sostituì definitivamente quello di Voruta, nei suoi dintorni rimase solo un villaggio di schiavi che frequentavano la collina, i cosiddetti šeimynykškiai, il cui nome finì per essere lievemente modificato e indicare il luogo. Gli abitanti vennero sepolti nel cimitero risalente al periodo in cui il castello fu attivo fino al XVIII secolo.
Nel 1910 Jonas Basanavičius, uno degli uomini che più si batté per la formazione del moderno stato lituano (1851-1927), indagò su 26 tombe datate tra il XV e il XVII secolo nell'antico cimitero locale. Nel 1923, il villaggio divenuto noto come Šeimyniškėliai si spostò e la collina fu sottoposta alla coltivazione; i danni provocati alle fortificazioni e alle strutture che ancora giacevano nel sottosuolo sono stati notevoli.

### Progetto di costruzione di un castello di legno
La recente ondata di interesse per Voruta è nata nel 1988, quando Sajudis chiese a chiunque fosse interessato di lavorare assieme a lui spontaneamente per mettere in sesto la fortezza di collina. Nel 1990, è partita la ricerca archeologica. Nel 1997, il presidente della giunta regionale di Anyksciai propose l'idea di ricostruire un castello di legno sulla collina di Šeimyniškėliai e la notizia ebbe una notevole risonanza mediatica. Gli studi sul sito si intensificarono negli anni successivi. Il 26 febbraio 1999, il Ministero della Cultura della Repubblica di Lituania ha emanato un decreto che autorizzava la partenza dei lavori per la struttura in legno, con chiaro scopo turistico. Nell'ottobre 2000 sono stati avviati i lavori di costruzione di un ponte sul ruscello Varelis, inaugurato poi 6 luglio 2001. Il ponte verso Voruta ha anche assunto un forte valore simbolico in quanto raffigura l'unione del mondo passato a quello presente.
Il luogo è oggi visitabile e la struttura costruita, tra le più grandi del suo genere in Europa orientale, viene impiegata sia come museo per ammirare i reperti sia come luogo in cui sono ricreate battaglie storiche, costumi tipici medievali e altre attività legate all'età di mezzo.

## Le possibili località

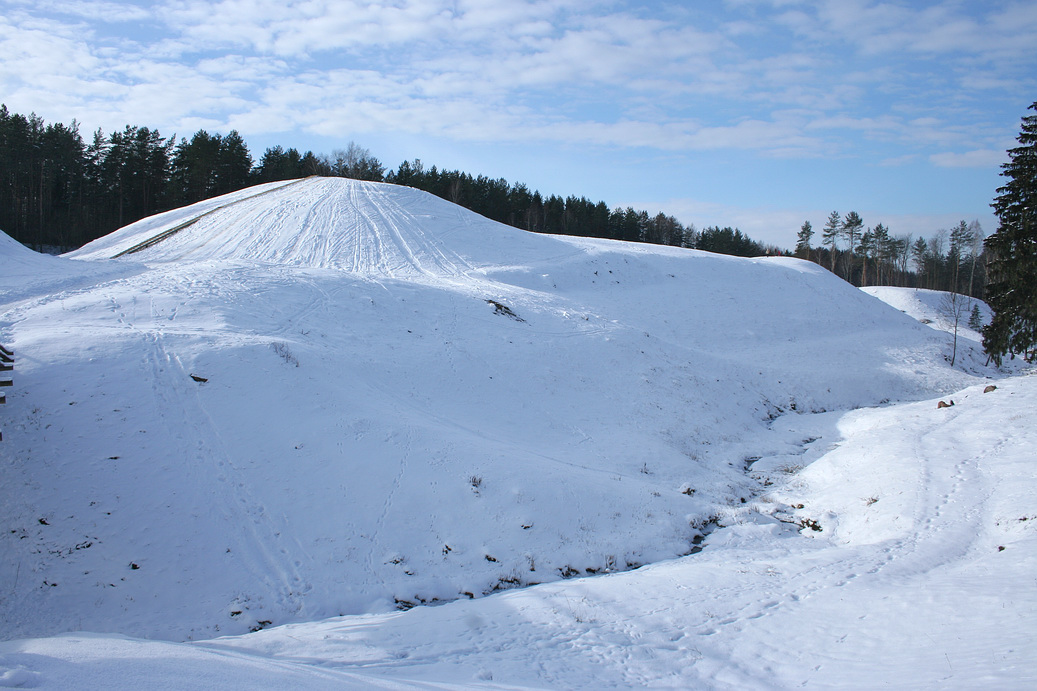
Fortezza di collina di Šeiminyškėliai nei pressi di Anykščiai, una delle ipotetiche posizioni di Voruta

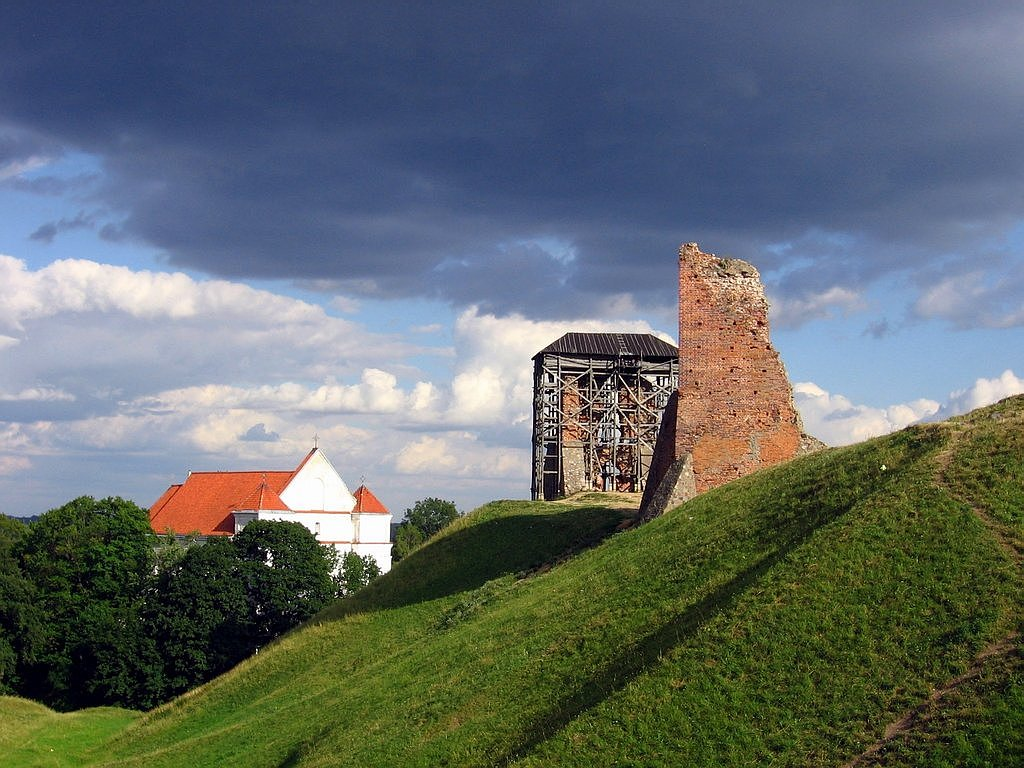
Rovine del castello di Navahrudak nella parte occidentale della Bielorussia, altro possibile sito dove si trovava Voruta

Nonostante la mancanza di prove schiaccianti a sostegno delle proprie tesi, alcuni storici del XIX e XX secolo sostengono Voruta fosse "la prima capitale della Lituania" e si sono cimentati nell'impresa di identificarne la posizione. Sono almeno 16 i luoghi identificati come papabili tra Lituania e Bielorussia dalla fine del XIX secolo ad oggi. Le ricerche, spesso, non avevano successo, perché si basavano solo una somiglianza molto superficiale dei toponimi. Un filone storiografico sosteneva (e sostiene ancora) che Voruta non fosse una vera città, ma solo un'errata interpretazione di un termine che significa capitale. Secondo il parere di Kazimieras Būga, uno dei più importanti filologi lituani, la parola voruta significa semplicemente castello.
L'ipotesi che Voruta venisse rintracciata nella regione di Anykščiai, proposta nel 1909 dai filologi Eduardas Volteris (1856-1941) e Kazimieras Būga (1879-1924), era irreprensibile dal punto di vista della linguistica. L'impulso per una specifica localizzazione del Voruta fu fornito dallo scrittore Antanas Vienuolis-Zukauskas (1882-1957), che conosceva la collina di Seimyniskeliai - collina di Varute - fin dall'infanzia. Eduardas Volteris nel 1935 esaminò il sito e confermò si trattasse di Voruta. La scoperta suscitò un grande interesse per la società.
A parte Šeimyniškėliai, acclamato come luogo esatto dove si trovava la capitale da Eduards Volters e Tomas Baranauskas, vi sono altri siti suggeriti da diversi storici in varie epoche:
- Berzgainiai nel distretto di Ukmergė di Petras Tarasenka[11]
- Buteikiai nel comune distrettuale di Anykščiai di Kazimieras Žebrys[12]
- Gorodishche vicino a Navahrudak di Teodor Narbutt
- Halšany (in lituano: Alšėnai) di Alyaksandr Krawtsevič[13]
- Kernavė di Fryderyk Papée[14]
- Karėličy (in lituano: Koreličiai) di Mikola Yermalovič
- Liškiava di Jonas Totoraitis[12]
- Medininkai di Evaldas Gečiauskas[12]
- Ročiškė nel comune distrettuale di Raseiniai di Ludwik Krzywicki
- Ūturiai nel comune distrettuale di Raseiniai di Wojciech Kętrzyński
- Varniany (in lituano: Varnionys) nella Regione di Hrodna, in Bielorussia di Juliusz Latkowski
- Vilnius di Romas Batūra[12]
- Tra Daugai e Varėna di Henryk Łowmiański[15]
- Area di Medvėgalis – Varniai di Antanas Steponaitis[12]

A seguito della loro pubblicazione, alcune teorie sono state ampiamente screditate.